# Pabellón Temático (Shanghái)

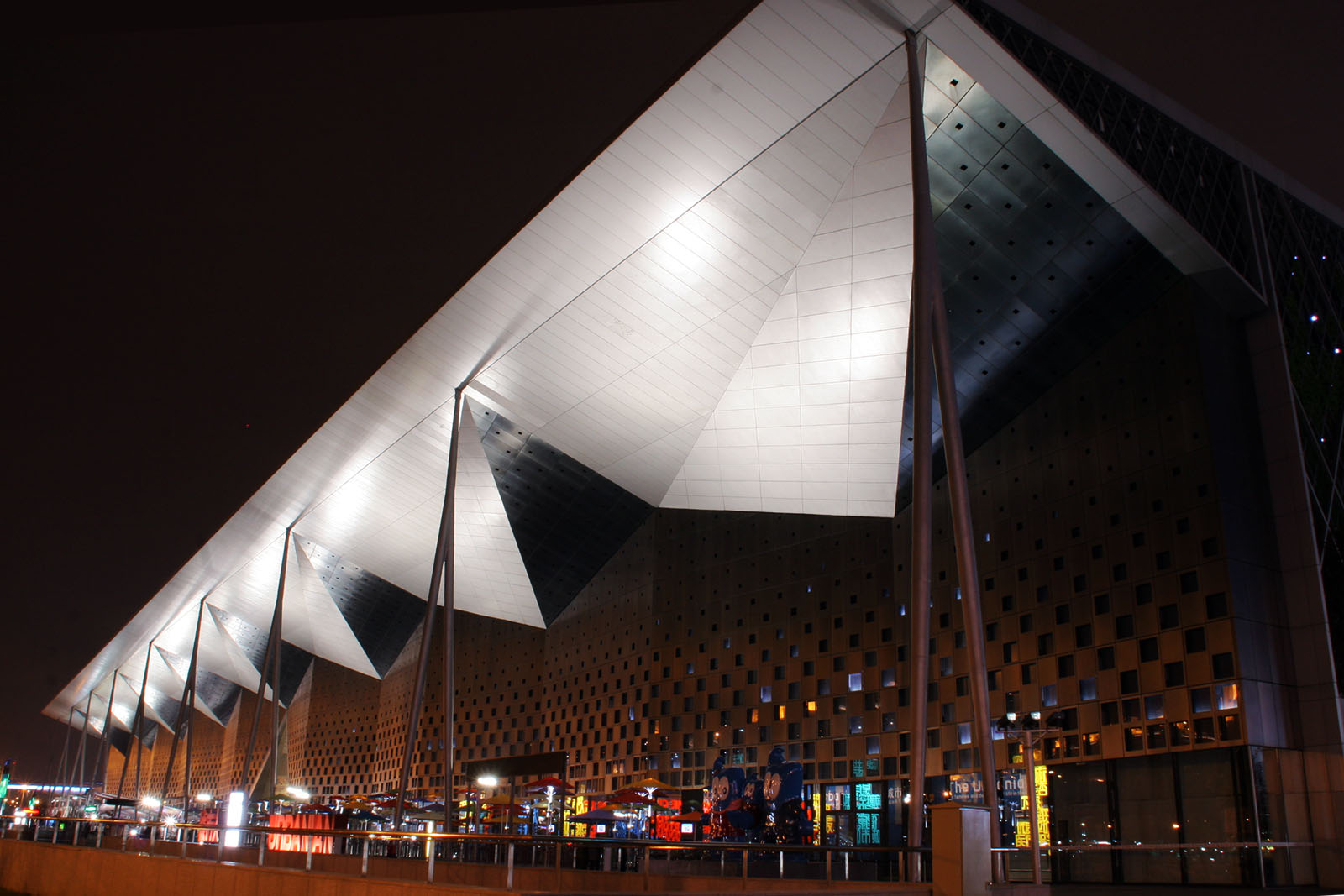
Fachada del Pabellón Temático

El Pabellón Temático es un edificio construido con motivo de la Exposición Universal de 2010 que se celebró en Shanghái entre el 1 de mayo y el 31 de octubre de 2010 para albergar tres pabellones temáticos. Se encuentra en la zona B de la Expo, al lado del Eje Expo. 

## Arquitectura

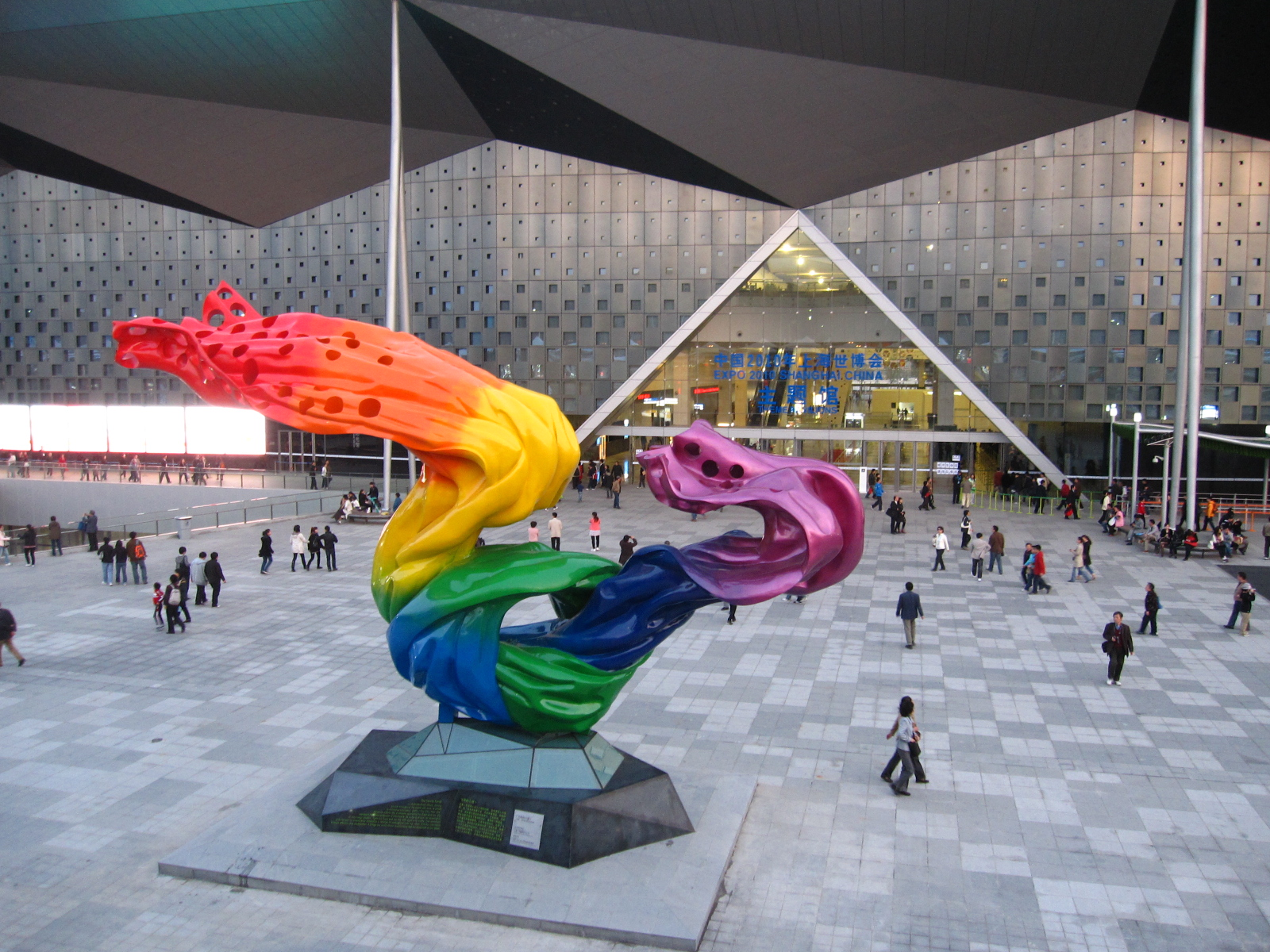
La escultura Sueño volador delante del Pabellón Temático

Se trata de un amplio edificio ubicado en un terreno de 11,5 ha con una superficie construida de 143 000 m² (93 000 m² en la parte superior y 50 000 m² en la sección subterránea). Inspirado en la técnica arquitectónica llamada Shikumen, típica de la zona de Shanghái, tiene dos fachadas (la principal y la posterior) que asemejan un diseño origami; las otras dos fachadas están cubiertas por enredaderas. Sobre el techo se ubican paneles solares con capacidad para generar 2,8 millones de kW·h. El edificio, que fue construido por los arquitectos del consorcio chino Expo Group, es una de las cinco construcciones que permanecieron después de la conclusión de la exposición.
Enfrente de la entrada principal al pabellón se encuentra la escultura Sueño volador, dedicada a todos los voluntarios de la Expo. Es una obra de 30 toneladas construida en acero inoxidable y pintada en diversos colores, con la forma del carácter chino para la palabra «corazón» (en mandarín: 心).

## Expo 2010
Durante la Expo 2010, este edificio fue sede de los siguientes tres pabellones temáticos:

### Pabellón «Urbanian»

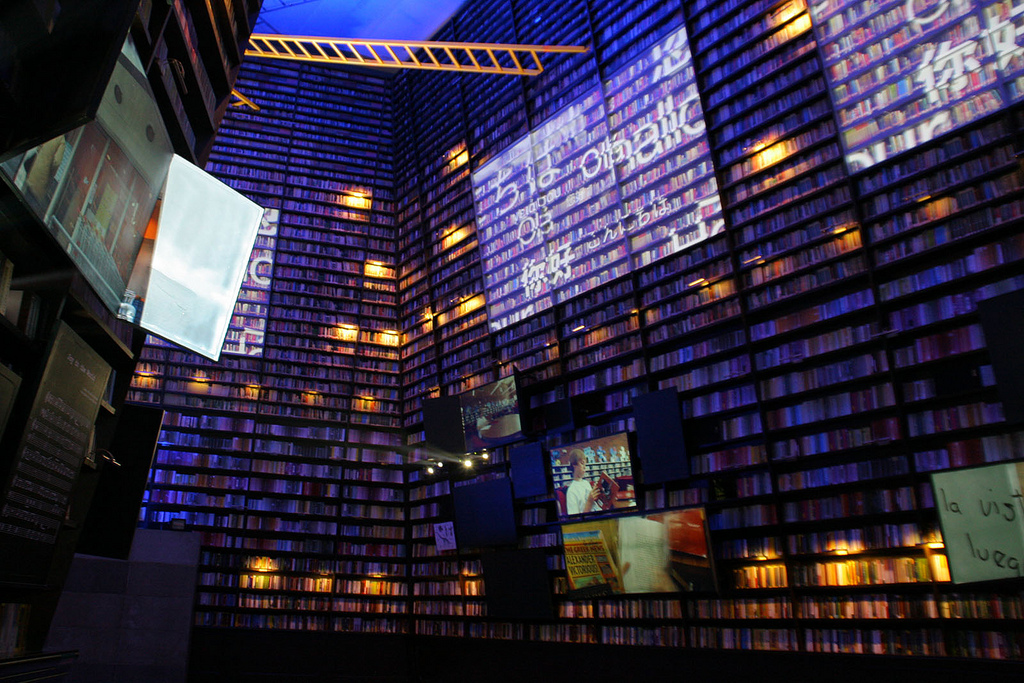
Exposición del Pabellón «Urbanian»

Ubicado en la parte este del Pabellón Temático. Dedicado a las personas que viven en las ciudades. Fue diseñado por el estudio de los arquitectos neerlandesés Herman Kossmann y Mark de Jong. El pabellón contaba con 15 000 m² de superficie y estaba dividido en cinco secciones: «Familia», «Trabajo», «Conectados», «Aprendizaje» y «Salud». A lo largo del recorrido, el visitante era acompañado a través de vídeos por familias de seis ciudades de todos los continentes: París (representando a Europa), Phoenix por América del Norte, San Pablo por América del Sur, Li Jiang por Asia, Uagadugú por África y Melbourne por Oceanía. Además, el pabellón contó con instalaciones multimedia que mostraban la vida diaria en 11 ciudades del mundo.

### Pabellón «City Being»
Ubicado en la parte oeste del Pabellón Temático. Trataba de la vida diaria en las ciudades, y estaba concebido como un organismo vivo que por sus diversos órganos ofrecía una visita a la parte interna de la ciudad, a los diferentes servicios que nos brindan una jornada cómoda y práctica. Su diseño estuvo a cargo de la Academia China de Arte en colaboración con la agencia londinense Land Design Studio. Estaba dividido en las secciones: «Estación dinámica» (representando los servicios de suministro de energía, logística, finanzas e información), «Sistema circulatorio» (los sistemas de transporte –bus, metro, tren, aeropuerto, etc.), «Plazas urbanas» (la vida social, las plazas, los comercios, restaurantes, cines, etc.) y «Calle urbana» (la vida cultural, las bibliotecas, los museos, etc.).

### Pabellón «Planeta Urbano»
Ubicado en la parte oeste del Pabellón Temático. Representaba el proceso de urbanización en el contexto mundial y su interacción con el medio ambiente y el medio rural. Su diseño corrió a cargo del estudio de arquitectura alemán Triad Berlín. El pabellón contó con 12 000 m² de superficie y estuvo estructurado por dos rampas paralelas en forma de espiral que comunicaban a las dos respectivas partes del pabellón: «Camino de crisis» (sobre los problemas demográficos, ecológicos, de contaminación y estrés que generan las ciudades) y «Camino de solución» (soluciones planteadas para los problemas anteriores). La primera sección contenía la sección «Planeta azul» y la segunda parte las secciones «Menos carbón», «Minería urbana», «Gota de vida», «Ciudad verde» y «El único planeta que tenemos».